# Surwile
Surwile (niem. Serwillen) – osada w Polsce położona w województwie warmińsko-mazurskim, w powiecie węgorzewskim, w gminie Węgorzewo. 
We wsi mieszka około 50 osób.

## Historia
Wieś została założona w 1416 roku. Surwile przez kilka wieków należały do Lehndorffów ze Sztynortu. Po 1945 majątek ziemski w Surwilach funkcjonował jako PGR, a w ostatniej fazie ich funkcjonowania jako obiekt produkcyjny PGR w Tarławkach. 
Do 1972 Surwile należały do gromady w Radziejach. W latach 1975–1998 miejscowość administracyjnie należała do województwa suwalskiego.

## Współczesność
Zabudowania wsi podzielone są na dwie części: zabudowania gospodarcze majątku ziemskiego oraz dawne czworaki. W tej pierwszej znajdują się dwa bloki wybudowane w XX w., kilka małych budynków gospodarczych oraz trzy stodoły (w tym na jednej jest od dawna nieużywana syrena). W części mieszkalnej dawnego folwarku są cztery dwurodzinne budynki (parter + piętro + strych) i kilka budynków gospodarczych. Za budynkami mieszkalnymi są działki ogrodnicze i budowlane.
W Surwilach są także dwie pasieki. Objazdowe sklepy dojeżdżają prawie codziennie (wyjątki: wtorek i niedziela). Miejscowość jest otoczona polami uprawnymi w sąsiedztwie lasu, natomiast w jej północnym zachodzie znajduje się małe jezioro Staw Surwile (obowiązuje tam zakaz kąpieli z powodu wody skażonej nawozami rolniczymi). Na zachód od wsi znajduje się opuszczony cmentarz (na lewo od drogi gruntowej do Księżego Dworu).
Surwile należą do sołectwa Radzieje.